# Chilhowee (Missouri)
Chilhowee – miasto w Stanach Zjednoczonych, w stanie Missouri, w hrabstwie Johnson.